# 格蘭迪級數
格蘭迪級數（英語：Grandi's series），即{\textstyle 1-1+1-1+\cdots }，是由意大利數學家格蘭迪在1703年發表的。後來荷蘭數學家丹尼爾·伯努利和瑞士數學家萊昂哈德·歐拉等人也都曾研究過它。格蘭迪級數寫作：
{\displaystyle \sum _{n=0}^{\infty }(-1)^{n}}
它是一個發散級數，也因此在一般情況下，這個無窮級數是沒有和的。但若對該發散級數進行一些特別的求和處理時，就會有特定的和出現。格蘭迪級數的歐拉和和切薩羅和均為{\displaystyle \,{\frac {1}{2}}}。
格蘭迪級數與級數1 − 2 + 3 − 4 + …有緊密的聯繫。歐拉將這兩個級數當作1 − 2n + 3n − 4n + …的特例（其中{\displaystyle n}為任意自然數），這個級數既直接擴展了他在巴塞爾問題上所做的工作，同時也引出了現在所知的狄利克雷η函數和黎曼ζ函數。

## 簡介
針對以下的格蘭迪級數
1 − 1 + 1 − 1 + 1 − 1 + 1 − 1 + …
一種求和方式是求它的裂項和：
(1 − 1) + (1 − 1) + (1 − 1) + … = 0 + 0 + 0 + … = 0.
但若調整括弧的位置，會得到不同的結果：
1 + (−1 + 1) + (−1 + 1) + (−1 + 1) + … = 1 + 0 + 0 + 0 + … = 1.
用不同的方式為格蘭迪級數加上括弧進行求和，其級數和可以得到0或是1的值。
格蘭迪級數為发散几何级数，若將收斂幾何級數求和的方式用在格蘭迪級數，可以得到第三個數值：
{\displaystyle S} = 1 − 1 + 1 − 1 + …，因此
1 − {\displaystyle S} = 1 − (1 − 1 + 1 − 1 + …) = 1 − 1 + 1 − 1 + … = {\displaystyle S}，即
2{\displaystyle S} = 1，
可得到{\displaystyle S} = {\displaystyle {\tfrac {1}{2}}}。
依照上述的計算，可以得到以下的二種結論：
- 格蘭迪級數 1 − 1 + 1 − 1 + ... 的和不存在[1][2]。
- 格蘭迪級數的和為{\displaystyle {\tfrac {1}{2}}}[2]。

上述二個答案都可以精確的證明，但需要用19世紀提出的一些良好定義的數學概念。從17世紀歐洲開始使用微積分起，一直到現在嚴謹的數學成型之前，上述二個答案已造成數學家們尖銳及無止盡的爭論。

## 求和性

### 穩定性及線性
對於格蘭迪級數{\textstyle \,1-1+1-1+\cdots }，看似可以用以下的方式處理，得到數值{\displaystyle \;{\tfrac {1}{2}}}：
- 級數內的數兩兩相加或相減。
- 每一項乘以一個係數。
- 調整括弧順序。
- 在級數前面增加新的項。

不過因為上述的處理方式只能適用在收斂的級數，而{\textstyle \,1-1+1-1+\cdots \,}不是收斂級數，因此上述處理都不適用。
由於各項 1,−1,1,−1,1,−1,...... 以一種簡單模式排列，格蘭迪級數可以透過移項以及逐項求和，再透過解方程得出一數值。暫時假設{\textstyle \,s=1-1+1-1+\cdots \,}這樣的寫法有意義——其中的{\displaystyle \;s\;}為常數，那麼以下的計算將說明{\textstyle \;s={\frac {1}{2}}}：
{\displaystyle {\begin{smallmatrix}2s\ &=&\!&(\,1\,-\,1\,+\,1\,-\,1\,+\,\cdots )&+\ \ \;\;\,&(\,1\,-\,1\,+\,1\,-\,1\,+\,\cdots )\quad \,\\\\\ &=&\!&(\,1\,-\,1\,+\,1\,-\,1\,+\,\cdots )&+\,1\,+&(\,-\,1\,+\,1\,-\,1\,+\,1\,\cdots )\quad \,\\\\\ &=&1\,\ +&[\,(\,\underbrace {1\,-\,1\,-\,1\,+\,1} _{0}\,)\quad &+\ \ \;\;\,&(\,\underbrace {-\,1\,+\,1\,+\,1\,-\,1} _{0}\,)\,+\,\cdots ]\end{smallmatrix}}}
因此，{\displaystyle s={\tfrac {1}{2}}}。
再者，有許多的求和方式可以處理發散級數，並且可以對一些發散級數求和；其中相對簡單的方法是切薩羅求和。

### 切薩羅和
恩納斯托‧切薩羅在1890年第一個出版有關對發散級數求和的嚴謹方法，就是切薩羅和。基本概念類似萊布尼茲的機率法，一個級數的切薩羅和是其所有分項和的平均。也就是針對每個{\displaystyle \;n\;}，計算前{\displaystyle \;n\;}項的和{\textstyle \;\sigma _{n}\;}的平均，當{\displaystyle \;n\;}趨近無限大時的極限值即為切薩羅和。
以格蘭迪級數而言，而數列 {\textstyle {\tfrac {s_{1}+\cdots +s_{n}}{n}}}的各項分別為
{\displaystyle {\frac {1}{1}},\,{\frac {1}{2}},\,{\frac {2}{3}},\,{\frac {2}{4}},\,{\frac {3}{5}},\,{\frac {3}{6}},\,{\frac {4}{7}},\,{\frac {4}{8}},\,\ldots },
而
{\displaystyle \lim _{n\to \infty }{\frac {s_{1}+\cdots +s_{n}}{n}}={\frac {1}{2}}}
因此，格蘭迪級數的切薩羅和為 {\displaystyle {\tfrac {1}{2}}}。
也可以用廣義的切薩羅和{\displaystyle \;\left(C,a\right)\;}來計算。

## 發散性
這個級數的部分和如下：
{\displaystyle {\begin{cases}S_{1}=1\\S_{2}=1-1=0\\S_{3}=1-1+1=1\\S_{4}=1-1+1-1=0\\\quad \;\,\vdots \end{cases}}}
由此得出另一個無窮序列：
{\displaystyle S_{1},S_{2},S_{3},S_{4},\cdots =1,0,1,0,\cdots }，
根據無窮級數的定義，
{\displaystyle \sum _{n=0}^{\infty }\,(-1)^{n}=\lim _{n\to \infty }S_{n}}
但是{\displaystyle \;S_{n}\;}的無窮序列無法收斂到某個固定值（不斷在0和1之間來回變動），所以{\displaystyle \;\lim _{n\to \infty }S_{n}\;}發散。
因此{\displaystyle \;\sum _{n=0}^{\infty }\,(-1)^{n}\;}這個級數也發散。

## 格蘭迪級數的應用

### 幂級數
以下的幂級數和格蘭迪級數有關，也是其母函数：
{\displaystyle f(x)=1-x+x^{2}-x^{3}+\cdots ={\frac {1}{1+x}}}

### 狄拉克梳
格蘭迪級數在另一個重要的級數中出現：
{\displaystyle \cos x+\cos 2x+\cos 3x+\cdots =\sum _{k=1}^{\infty }\cos(kx).}
若x = π，其上述級數化簡為−1 + 1 − 1 + 1 − · · ，歐拉認為其值符合以下的關係式Σ cos kx = −1⁄2，不過達朗貝爾不同意此關係式，而拉格朗日認為這可以用類似歐拉對格蘭迪級數的理解來延伸說明。
歐拉的聲明推測
{\displaystyle 1+2\sum _{k=1}^{\infty }\cos(kx)=0?}
針對所有的x，此級數都發散，不過對於幾乎所有的x，切萨罗和均為0。不過在x = 2πn時，其級數發散，而且是狄拉克梳的傅立葉級數。其一般和、切萨罗和及阿貝爾和分別和狄利克雷核、费耶核及泊松核的極限有關。

### 狄利克雷级数
將格蘭迪級數各項乘以1/nz可以得到以下的狄利克雷级数
{\displaystyle \eta (z)=1-{\frac {1}{2^{z}}}+{\frac {1}{3^{z}}}-{\frac {1}{4^{z}}}+\cdots =\sum _{n=1}^{\infty }{\frac {(-1)^{n-1}}{n^{z}}},}
上述級數只有在實部大於0的複數z才會收斂，若令z = 0，即為格蘭迪級數。
不同於幾何級數，狄利克雷级数對於1 − 1 + 1 − 1 + · · · 的求和沒有什麽幫助。即使在右半平面上，上述的{\displaystyle \eta (z)}也無法用初等函數來表示，也沒有直接證據可以證明當z趨近0時，{\displaystyle \eta (z)}的極值。
另一方面，若使用其他較強的求和法，則上述的{\displaystyle \eta (z)}可定義一個在整個複數平面的函數－狄利克雷η函数，而且此函數為解析函数。若z的實部> −1，就可以用切薩羅和進行求和，因此η(0) = 1⁄2。
狄利克雷η函数和另一個著名的狄利克雷级数及函數有關：
{\displaystyle {\begin{array}{rcl}\eta (z)&=&\displaystyle 1+{\frac {1}{2^{z}}}+{\frac {1}{3^{z}}}+{\frac {1}{4^{z}}}+\cdots -{\frac {2}{2^{z}}}\left(1+{\frac {1}{2^{z}}}+\cdots \right)\\[1em]&=&\displaystyle \left(1-{\frac {2}{2^{z}}}\right)\zeta (z),\end{array}}}
其中ζ為黎曼ζ函數。若將格蘭迪級數的和再配合上述公式，可以得到ζ(0) = −1⁄2。參照1 + 1 + 1 + 1 + …。
上述的關係式也可以推得一些更重要的性質。由於黎曼ζ函數可表示為η(z)和(1 − 21−z)相除的結果，二個函數在整個複數平面均為解析函数，而後者的零点是在z = 1的簡單零點，因此可得ζ(z)為亚纯函数，只在z = 1有一個極點。

### 物理學
格蘭迪級數及其衍生的級數常在物理學的各領域中出現，最典型的是量子化的费米子場，其中同時有正的及負的特徵值，例如手征口袋模型（chiral bag model）。不過這些級數也出現在玻色子的相關研究中，例如卡西米爾效應。
在光谱非对称性領域也會用到由格蘭迪級數衍生的級數，而其求和方式是正規化的一部份，例如ζ函數正規化就是其中的一種。